# パッチワーク (ポストプロダクション)
株式会社パッチワーク（PATCH WORK Co., Ltd.）は、かつて存在したテレビ番組のポストプロダクション。本社所在地は東京都渋谷区恵比寿2丁目36番13号。

## 来歴
2006年11月15日にミディアルタ エンタテインメントワークスと合併し、商号変更として発足された。

## 主な作品

### テレビ番組
- パラダイスGoGo!!（フジテレビ）
- 週刊スタミナ天国（フジテレビ）
- ヤマタノオロチ（フジテレビ）
- 1or8（フジテレビ）【編集のみ、MAは4-Legs】
- B☆Q TV（フジテレビ）【編集のみ、MAは4-Legs】
- 秘密の花園（フジテレビ）【編集のみ、MAは4-Legs】
- 新しい波（フジテレビ）
- MJ -MUSIC JOURNAL-（フジテレビ）
- 殿様のフェロモン（フジテレビ）
- とぶくすり（フジテレビ）
- ゲッパチ!UN アワーありがとやんした!?（フジテレビ）
- 天使のU・B・U・G（フジテレビ）
  - 今田東野ナイナイの芸能界ダメならぬがねば!!
- クイズ赤恥青恥（テレビ東京）
- ハンサムマン（テレビ朝日）
- めちゃ²イケてるッ!（フジテレビ）
- ぷらちなロンドンブーツ（テレビ朝日）
- BACK-UP!（フジテレビ）
- ハッピーボーイズ!（フジテレビ）
- はねるのトびら（フジテレビ）
- クイズ!スパイ2/7（フジテレビ）
- ハッピーボーイズアワー爆笑おすピー問題!（フジテレビ）
- プラチナチケット（テレビ東京）
- アイドルハイスクール 芸能女学館（フジテレビ）
- SmaSTATION!!（テレビ朝日）【現在は同業の麻布プラザが担当している】
- チョナン・カン（フジテレビ）
- 関根・優香の笑うシリーズ（テレビ朝日）
- 浜ちゃんと!（読売テレビ）
- てんこもり（テレビ朝日）
- 天才!トコロ店（TBS）
- トリハダ 〜感じるボロ〜ン〜（朝日放送）
- ロンブーの怪傑!トリックスター（テレビ東京）
- つんくちゃん（日本テレビ）
- ハジメちゃん〜あなたの大人年齢は?〜（朝日放送）
- 出動!ミニスカポリス全国版（BSジャパン）

### DVD
- はねるのトびら DVD
- 「元気が出るTV」DVD
- KOTOKODVD
- 宮前るいDVD
- ほしのあきDVD
- 山本KIDDVD